# Amy Westcott
Amy Westcott (* in Philadelphia) ist eine US-amerikanische Kostümdesignerin.

## Leben
Westcott besuchte die Syracuse University, wo sie einen Bachelor in Fashion Design erwarb. Ihre erste Arbeit als Kostümdesignerin war der Independent-Horrorfilm Campfire Stories (2001). Zuvor hatte sie als Assistentin unter anderem bei James Mangolds Cop Land (1997) mitgewirkt. Anschließend arbeitete sie zweimal mit Regisseur Dylan Kidd bei den Filmen Sex für Anfänger (2002) und P.S. – Liebe auf Anfang (2004) zusammen.
Für Black Swan (2010) wurde Westcott für einen BAFTA Film Award sowie einen Satellite Award in der Kategorie Bestes Kostümdesign nominiert.

## Filmografie (Auswahl)
- 2001: Campfire Stories
- 2002: Sex für Anfänger (Roger Dodger)
- 2002: The Secret Lives of Dentists
- 2003: Off the Map
- 2004: The Best Thief in the World
- 2004: P.S. – Liebe auf Anfang
- 2005–2009: Entourage (Fernsehserie)
- 2008: The Wrestler – Ruhm, Liebe, Schmerz (The Wrestler)
- 2010: 13
- 2010: Black Swan
- 2013: After Earth
- 2014: Nightcrawler – Jede Nacht hat ihren Preis (Nightcrawler)
- 2015: The Visit
- 2022: The Menu
- 2024: Fallout (Fernsehserie)
- 2024: Wolfs